# Faeröerse Volkshogeschool
De Faeröerse Volkshogeschool (Faeröers: Føroya Fólkaháskúli) is een onderwijsinstelling in Tórshavn, de hoofdstad van de tot Denemarken behorende Faeröer. De volkshogeschool werd in 1899 opgericht door Símun av Skarði en Rasmus Rasmussen. Het was de eerste school op de eilandengroep waar in het Faeröers werd onderwezen. Het instituut speelde een belangrijke rol bij de emancipatie van de Faeröerse taal en cultuur.

## Geschiedenis

#### Oorsprong
De eerste volkshogescholen ontstonden nadat in 1848 in Denemarken de absolute monarchie was afgeschaft. Het idee ervoor was oorspronkelijk afkomstig van de Deense theoloog en dichter N.F.S. Grundtvig (1783-1872). Deze vond dat, teneinde effectief te kunnen participeren in het landsbestuur, burgers beter moesten worden opgeleid dan op de Deense lagere scholen tot dan toe het geval was, met name wat betreft de eigen cultuur en geschiedenis. Daarbij moest volgens Grundtvig de nadruk niet komen te liggen op schools onderricht en het verwerven van boekenkennis, maar op vorming door het met enthousiasme en in de eigen taal gesproken woord.

#### De eerste aanzet

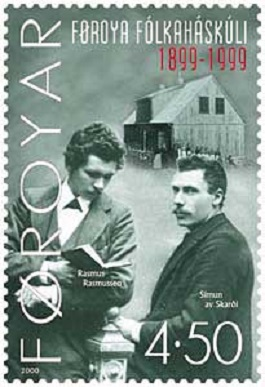
Rasmus Rasmussen en Símun av Skarði voor het eerste gebouw van de Føroya Fólkaháskúli in Klaksvík

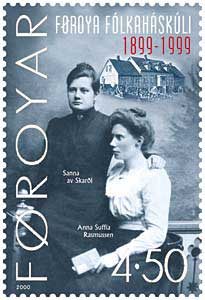
Het tweede pand van de Føroya Fólkaháskúli in Tórshavn, met op de voorgrond Sanna av Skarði en Anna Suffía Rasmussen

Ook op de Faeröer vonden Grundtvigs opvattingen weerklank en vanaf 1870 trok een groot aantal bewoners van de eilandengroep naar Denemarken om daar aan volkshogescholen te studeren. Met name de Højskole in Vallekilde was daarbij geliefd. Op de volkshogescholen in Denemarken lag de nadruk echter geheel op de Deense taal, geschiedenis en literatuur. Zowel Deense als Faeröerse studenten realiseerden zich dat, wilde de in die tijd opkomende Faeröerse nationale beweging een toekomst krijgen, ook op de eilandengroep een volkshogeschool noodzakelijk was.
Op de Faeröer zelf was men zich hiervan eveneens bewust, getuige een druk bezochte bijeenkomst op Tweede Kerstdag 1888 in het gerechtsgebouw van Tórshavn. Deze was belegd door een groep dichters en intellectuelen, die wilden bespreken "hoe de Faeröerse taal en de Faeröerse cultuur moeten worden verdedigd" tegen de allesoverheersende invloed van het Deens. De aanwezigen namen een resolutie aan, waarin ze uitspraken dat het Faeröers een grotere rol moest gaan spelen in het onderwijs, de kerk en het openbaar bestuur. Ook moest in het geschiedenisonderwijs meer aandacht worden geschonken aan de Faeröer. Verder besloot men dat naar de oprichting van een Faeröerse volkshogeschool moest worden gestreefd. Deze zou onafhankelijk moeten zijn van het toenmalige officiële - geheel op het Deens gerichte - onderwijssysteem en de weg moeten vrijmaken voor educatie waarin de nadruk zou komen te liggen op de Faeröerse taal en cultuur.

#### Símun av Skarði en Rasmus Rasmussen
Twee jonge bewoners van de Faeröer vatten het plan op om dit idee te verwezenlijken: Símun av Skarði en Rasmus Rasmussen. Símun av Skarði (1872-1942) studeerde in Tórshavn aan de Føroya Læraraskúla (de Faeröerse pedagogische academie) en was daar al tot de conclusie gekomen dat hij niet in het lagere school-systeem werkzaam wilde zijn. In 1896 begon hij aan een vervolgstudie aan de Højskole van Askov, waar hij Rasmus Rasmussen (1871-1962) leerde kennen. De twee besloten een Faeröerse volkshogeschool te gaan stichten en zich met het vervolg van hun studies daarop te richten. Ze brachten twee jaar door in Askov en studeerden vervolgens nog een jaar aan de Statens Lærerhøjskole in Kopenhagen. Símun av Skarði legde zich toe op geschiedenis en talen, terwijl Rasmussen zich in de "geschiedenis der natuur" en de wiskunde specialiseerde.

#### Oprichting
In de winter van 1899, direct na hun terugkeer uit Denemarken, openden Símun av Skarði en Rasmus Rasmussen in Klaksvík de Føroya Fólkaháskúli. Aanvankelijk was de school gevestigd in een tijdelijk onderkomen, dat ter beschikking was gesteld door een kruidenier. Direct werd gezocht naar een geschikte locatie voor een permanent onderkomen. Die werd gevonden onderaan een steile helling aan de kust ten westen van Klaksvík. Rasmussen, zelf een vaardig timmerman, begon hier samen met mannen uit de omgeving aan de bouw van een pand. Dat kwam nog voor de volgende winter gereed en werd Fagralíð ("De prachtige helling") genoemd. Anna Suffia av Skarði (1876-1932), een zuster van Símun met wie Rasmussen inmiddels was getrouwd, was de eerste jaren verantwoordelijk voor de huishouding van de school. Símuns verloofde Sanna Jacobsen (1876-1978), die hij al uit zijn studietijd in Tórshavn kende, bekwaamde zich aan de Vallekilde Højskole in huishoudkunde en naaien. Ze zou na haar terugkeer als Sanna av Skarði (het paar trouwde in 1901) de huishouding van de school leiden en er les geven. De aanvankelijke financiële problemen van de volkshogeschool werden verlicht doordat op de hele eilandengroep geld ervoor werd bijeengebracht: de oprichting van de instelling werd breed gedragen door de Faeröerse bevolking.

#### Verhuizing naar Tórshavn
Na verloop van tijd bleek de afgelegen locatie van de Føroya Fólkaháskúli voor praktische problemen te zorgen. Er leidde geen weg naar het pand, waardoor alle noodzakelijke goederen, bijvoorbeeld kolen, vanaf Klaksvík per roeiboot moesten worden aangevoerd of er op de rug naartoe gedragen moesten worden. Verhuizing naar Tórshavn werd noodzakelijk geacht. In 1909 werd het pand afgebroken en ten westen van de hoofdstad herbouwd.

#### Latere ontwikkelingen
Aanvankelijk was de school krap behuisd, maar in de jaren vijftig en zestig werd het gebouw uitgebreid met een eetzaal, een keuken, een gymzaal en moderne kamers. In de jaren tachtig werden bovendien twee nieuwe gedeeltes aangebouwd. Als gevolg van de latere groei van Tórshavn kwam de Føroya Fólkaháskúli uiteindelijk midden in de stad te liggen.

## Betekenis
De Føroya Fólkaháskúli is van groot belang geweest voor de Faeröerse culturele emancipatie. Gedurende de eerste drie decennia van haar bestaan was het de enige instelling waar de bewoners van de eilanden intensief konden worden onderwezen in de Faeröerse taal, geschiedenis en literatuur. Verder werden er kerkdiensten in het Faeröers gehouden, waarbij ook in die taal werd gezongen. De belangrijkste betekenis van de volkshogeschool ligt echter in het feit, dat onder invloed van het bestaan ervan het officiële onderwijssysteem op de eilandengroep uiteindelijk de Faeröerse identiteit voor de Deense in de plaats stelde.

## Cursusaanbod
Een schooljaar aan de Føroya Fólkaháskúli ziet er als volgt uit. De lessen duren van januari tot juni. Er wordt onderwijs gegeven in geschiedenis, sociologie, literatuur, Faeröers, filosofie, muziek en zang, theater, fotografie, schilderen, koken, weven, pottenbakken en metaal- en houtbewerking. Bij de school zijn drie beroepsleerkrachten werkzaam. De lessen worden gegeven in het Faeröers en - indien er buitenlandse studenten zijn - zo nodig ook in andere Scandinavische talen of in het Engels. Gemiddeld zijn er 25 tot 30 leerlingen, waarvan er geen jonger is dan zeventien. Zoals in Scandinavië niet ongebruikelijk is, is de volkshogeschool een kostschool: gedurende het semester leven de leerlingen samen op de campus van de instelling.
Na de zomervakantie worden in augustus één tot zeven weken durende cursussen voor oudere volwassenen gegeven. Bovendien wordt dan buitenlandse geïnteresseerden gelegenheid gegeven een zogenaamd Scandinavisch cultuurpakket te volgen. Aan dit pakket, dat in beginsel is gericht op mensen boven de vijftig, zijn excursies verbonden.
In 2007 werd een zomerschool ingericht ten behoeve van Faeröerse kinderen die in het buitenland wonen, om hen tijdens de zomervakantie te helpen bij hun Faeröerse taalvaardigheid.